# Socialliberala partiet
Socialliberala partiet (Partidul Social Liberal; PSL) var ett politiskt parti i Moldavien, med omkring 7000 medlemmar, lett av Oleg Serebrian.
Serebrian publicerade 2001 ett manifest för bildandet av socialliberalt parti, som fick uppbackning av Kristdemokratiska kvinnoförbundet och Moldaviens nationella ungdomsförbund.
2002 anslöt sig de Demokratiska krafternas parti till PSL.
Vid parlamentsvalet, den 6 mars 2005, ingick partiet i valalliansen Demokratiskt Moldavien. PSL erövrade 3 av de 34 mandat som tillföll alliansen.
I november 2006 blev PSL medlem av den Liberala internationalen.
I februari 2008 upplöstes PSL och gick upp i Demokratiska partiet i Moldavien.